# Hotel Budweis

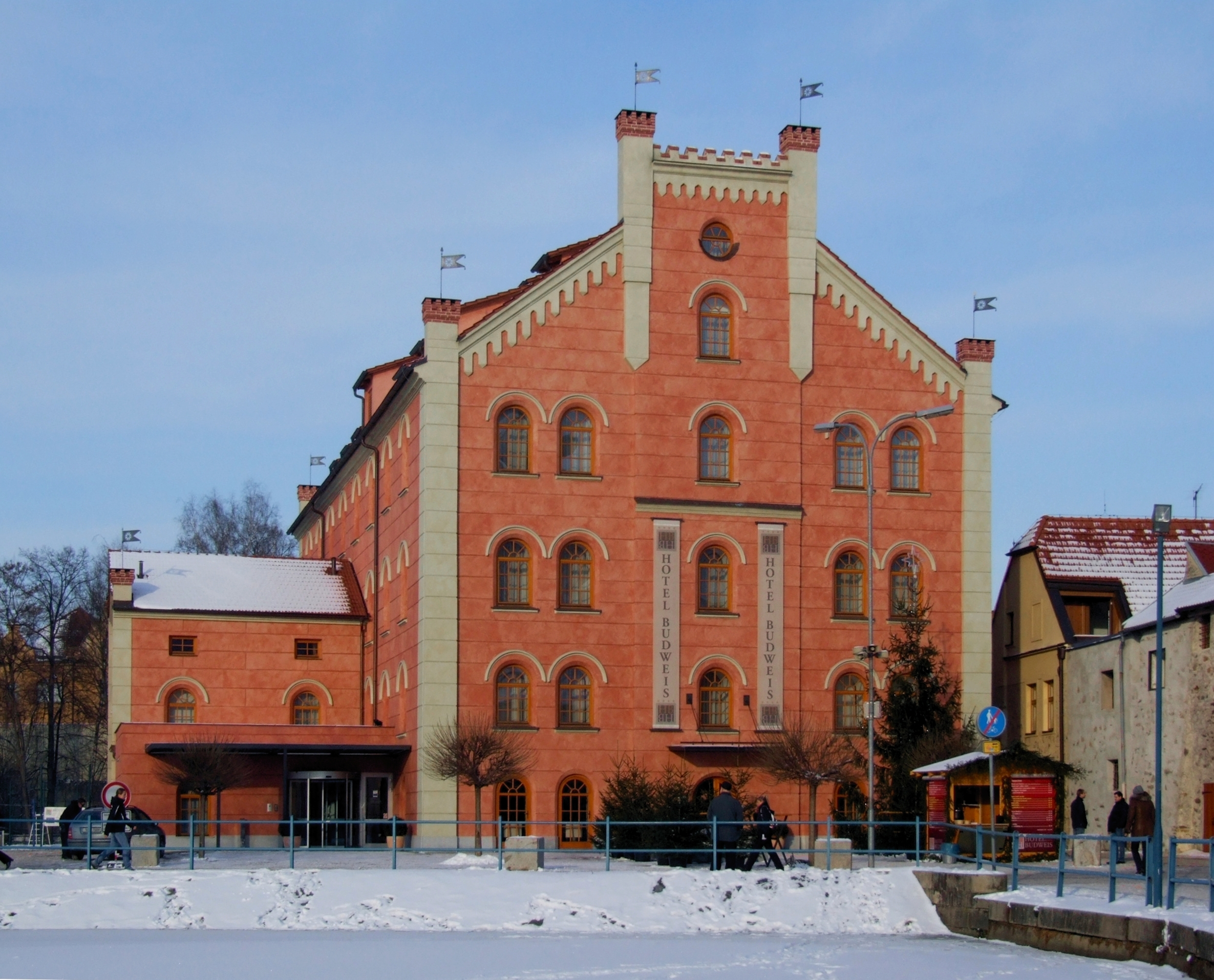
Hotel Budweis

Hotel Budweis je čtyřhvězdičkový hotel v Mlýnské ulici v Českých Budějovicích. Budova, jež je nekuřácká, má pět pater a poskytuje ubytování v 60 pokojích. V přízemí se nachází restaurace, v budově je mj. konferenční sál, salonek a parkoviště.

## Historie budovy
Původní budova byla vystavěna českobudějovickými krupaři jako nový Přední mlýn, jehož základní kámen byl položen 17. dubna 1872; mlýn s názvem Dvorní však na místě stál již ve století čtrnáctém. Od roku 1915 zde šest let hospodařili bratří Zátkové, v roce 1926 byl zakoupen Jihočeskými elektrárnami a majitelé se dále měnili. Regulace říčního toku v 19. století způsobila, že mlýnem pak již protékalo jen slepé rameno Malše.
V době socialismu byl využíván jako skladiště Domácích potřeb, roku 2002 pak byly v budově objeveny základy hradební bašty, procházela tudy parkánová hradba. V přízemí budovy dnešního hotelu je dodnes k vidění středověká studna a původní trámoví mlýna. Přestavba na Hotel Budweis začala v lednu 2009 a hotel byl pro veřejnost otevřen v říjnu téhož roku.
Hotel Budweis získal v Czech Hotel Awards titul Hotel roku 2012 - Absolutní vítěz V České republice v kategorii čtyřhvězdičkových hotelů.